# Bahnstrecke New London–Brattleboro
| Eigentümer: | NECR                                 |                                                         |                                                         |
| Mitbenutzung: | Amtrak (East Northfield–Brattleboro) |                                                         |                                                         |
| Streckenlänge: | ca. 195 km                           |                                                         |                                                         |
| Spurweite: | 1435 mm (Normalspur)                 |                                                         |                                                         |
| |                                      |                                                         |                                                         |
| Gleise: | 1                                    |                                                         |                                                         |
| \| \| \| \| \| \| \| \| von New Haven \| \| \| \| 0 \| New London CT (Amtrak-Halt) \| New London CT (Amtrak-Halt) \| \| \| \| nach Providence \| \| \| \| \| Seitenarm des Thames River \| \| \| \| \| Anschluss zum Hafen \| \| \| \| \| Strecke New London–Providence \| \| \| \| \| Interstate 95 \| \| \| \| 1½ \| East New London CT \| East New London CT \| \| \| \| Mamacoke Cove \| \| \| \| 5 \| Harrisons CT (früher Quaker Hill, Waterford) \| Harrisons CT (früher Quaker Hill, Waterford) \| \| \| \| Smith Cove \| \| \| \| 9½ \| Montville CT \| Montville CT \| \| \| \| nach Palmertown \| \| \| \| \| Horton Cove \| \| \| \| 11½ \| Kitemaug CT \| Kitemaug CT \| \| \| 13 \| Massapeag CT \| Massapeag CT \| \| \| 16 \| Mohegan CT \| Mohegan CT \| \| \| \| Trading Cove \| \| \| \| 19½ \| Thamesville CT \| Thamesville CT \| \| \| 21 \| Norwich CT (früher Norwich Landing) \| Norwich CT (früher Norwich Landing) \| \| \| \| Verbindungsbahn Norwich \| \| \| \| 23½ \| Norwich Falls CT \| Norwich Falls CT \| \| \| \| Yantic River \| \| \| \| 24 \| Norwich Town CT \| Norwich Town CT \| \| \| \| Yantic River (2×) \| \| \| \| 27½ \| Yantic CT \| Yantic CT \| \| \| \| Yantic River (2×) \| \| \| \| 28 \| Gibbs CT \| Gibbs CT \| \| \| \| nach Fitchville \| \| \| \| 32 \| Franklin CT \| Franklin CT \| \| \| 37 \| Lebanon CT \| Lebanon CT \| \| \| 42 \| South Windham CT \| South Windham CT \| \| \| \| von Providence \| \| \| \| \| Willimantic River \| \| \| \| \| von Dedham \| \| \| \| 48½ \| Willimantic CT \| Willimantic CT \| \| \| \| nach Waterbury und New Haven \| \| \| \| \| Willimantic River (3×) \| \| \| \| 56½ \| South Coventry CT \| South Coventry CT \| \| \| \| Willimantic River \| \| \| \| 58 \| Eagleville CT \| Eagleville CT \| \| \| 61 \| Mansfield CT (Mansfield Discovery Depot) \| Mansfield CT (Mansfield Discovery Depot) \| \| \| 64½ \| Merrow CT \| Merrow CT \| \| \| \| Willimantic River (2×) \| \| \| \| 67½ \| South Willington CT \| South Willington CT \| \| \| 71 \| West Willington CT (früher Tolland&Willington, Tolland) \| West Willington CT (früher Tolland&Willington, Tolland) \| \| \| \| Interstate 84 \| \| \| \| \| Willimantic River (2×) \| \| \| \| \| Furnace Brook \| \| \| \| 80½ \| Stafford CT \| Stafford CT \| \| \| \| Middle River (2×) \| \| \| \| 83½ \| Orcutts CT \| Orcutts CT \| \| \| 87 \| Ellithorpe CT \| Ellithorpe CT \| \| \| \| Connecticut/Massachusetts \| \| \| \| 90 \| State Line MA \| State Line MA \| \| \| 96½ \| South Monson MA \| South Monson MA \| \| \| 98 \| Monson MA \| Monson MA \| \| \| \| Chicopee Brook \| \| \| \| 99½ \| North Monson MA \| North Monson MA \| \| \| \| Chicopee Brook \| \| \| \| \| Quaboag River \| \| \| \| 104½ \| Palmer MA (Keilbahnhof) \| Palmer MA (Keilbahnhof) \| \| \| \| Strecke Worcester–Albany \| \| \| \| \| Verbindungskurve von Worcester \| \| \| \| \| nach Winchendon \| \| \| \| \| Quaboag River \| \| \| \| \| Hampden Railroad \| \| \| \| 109½ \| Three Rivers MA (früher Three Bridges) \| Three Rivers MA (früher Three Bridges) \| \| \| \| Quaboag River \| \| \| \| 111 \| Barretts MA \| Barretts MA \| \| \| \| Anschlussgleis Bondsville Industrial Park \| \| \| \| \| von Athol Junction \| \| \| \| \| Barretts Junction MA \| \| \| \| \| nach Athol \| \| \| \| \| von North Cambridge \| \| \| \| 120½ \| Belchertown MA \| Belchertown MA \| \| \| \| nach Northampton \| \| \| \| 128½ \| Dwight MA (früher Dwights) \| Dwight MA (früher Dwights) \| \| \| 132 \| Norwottuck MA (früher South Amherst) \| Norwottuck MA (früher South Amherst) \| \| \| 137 \| Amherst MA \| Amherst MA \| \| \| 141½ \| Cushman MA (früher North Amherst) \| Cushman MA (früher North Amherst) \| \| \| 145 \| Leverett MA \| Leverett MA \| \| \| 149½ \| Mount Tobi MA \| Mount Tobi MA \| \| \| 154½ \| Montague MA (früher South Montague) \| Montague MA (früher South Montague) \| \| \| \| von Greenfield \| \| \| \| \| Verbindungsgleis \| \| \| \| 161 \| Millers Falls MA (früher Grouts Corner) \| Millers Falls MA (früher Grouts Corner) \| \| \| \| Verbindungsgleis \| \| \| \| \| nach Fitchburg \| \| \| \| \| Millers River \| \| \| \| 166 \| Northfield Farms MA \| Northfield Farms MA \| \| \| 170½ \| Gill MA \| Gill MA \| \| \| 175½ \| Northfield MA \| Northfield MA \| \| \| \| Connecticut River \| \| \| \| \| von Springfield \| \| \| \| 178½ \| East Northfield MA \| East Northfield MA \| \| \| \| nach Keene \| \| \| \| \| Massachusetts/Vermont \| \| \| \| 179½ \| South Vernon VT \| South Vernon VT \| \| \| 183½ \| Central Park VT \| Central Park VT \| \| \| 186½ \| Vernon VT \| Vernon VT \| \| \| 194½ \| Brattleboro VT (Amtrak-Halt, Keilbahnhof) \| Brattleboro VT (Amtrak-Halt, Keilbahnhof) \| \| \| \| von Dole Junction \| \| \| \| \| nach Windsor und South Londonderry \| \| |                                      |                                                         |                                                         |
| |                                      |                                                         |                                                         |
| Strecke |                                      | von New Haven                                           | von New Haven                                           |
| Bahnhof | 0                                    | New London CT (Amtrak-Halt)                             | New London CT (Amtrak-Halt)                             |
| Abzweig geradeaus und nach links |                                      | nach Providence                                         | nach Providence                                         |
| Brücke über Wasserlauf |                                      | Seitenarm des Thames River                              | Seitenarm des Thames River                              |
| Abzweig geradeaus und von rechts |                                      | Anschluss zum Hafen                                     | Anschluss zum Hafen                                     |
| Kreuzung geradeaus unten |                                      | Strecke New London–Providence                           | Strecke New London–Providence                           |
| Strecke mit Straßenbrücke |                                      | Interstate 95                                           | Interstate 95                                           |
| Dienststation / Betriebs- oder Güterbahnhof | 1½                                   | East New London CT                                      | East New London CT                                      |
| Brücke über Wasserlauf |                                      | Mamacoke Cove                                           | Mamacoke Cove                                           |
| ehemaliger Haltepunkt / Haltestelle | 5                                    | Harrisons CT (früher Quaker Hill, Waterford)            | Harrisons CT (früher Quaker Hill, Waterford)            |
| Brücke über Wasserlauf |                                      | Smith Cove                                              | Smith Cove                                              |
| Dienststation / Betriebs- oder Güterbahnhof | 9½                                   | Montville CT                                            | Montville CT                                            |
| Abzweig geradeaus und ehemals nach links |                                      | nach Palmertown                                         | nach Palmertown                                         |
| Brücke über Wasserlauf |                                      | Horton Cove                                             | Horton Cove                                             |
| ehemaliger Haltepunkt / Haltestelle | 11½                                  | Kitemaug CT                                             | Kitemaug CT                                             |
| ehemaliger Haltepunkt / Haltestelle | 13                                   | Massapeag CT                                            | Massapeag CT                                            |
| ehemaliger Bahnhof | 16                                   | Mohegan CT                                              | Mohegan CT                                              |
| Brücke über Wasserlauf |                                      | Trading Cove                                            | Trading Cove                                            |
| Dienststation / Betriebs- oder Güterbahnhof | 19½                                  | Thamesville CT                                          | Thamesville CT                                          |
| Dienststation / Betriebs- oder Güterbahnhof | 21                                   | Norwich CT (früher Norwich Landing)                     | Norwich CT (früher Norwich Landing)                     |
| Abzweig geradeaus und ehemals nach rechts |                                      | Verbindungsbahn Norwich                                 | Verbindungsbahn Norwich                                 |
| ehemaliger Haltepunkt / Haltestelle | 23½                                  | Norwich Falls CT                                        | Norwich Falls CT                                        |
| Brücke über Wasserlauf |                                      | Yantic River                                            | Yantic River                                            |
| ehemaliger Bahnhof | 24                                   | Norwich Town CT                                         | Norwich Town CT                                         |
| Brücke über Wasserlauf |                                      | Yantic River (2×)                                       | Yantic River (2×)                                       |
| ehemaliger Haltepunkt / Haltestelle | 27½                                  | Yantic CT                                               | Yantic CT                                               |
| Brücke über Wasserlauf |                                      | Yantic River (2×)                                       | Yantic River (2×)                                       |
| ehemaliger Haltepunkt / Haltestelle | 28                                   | Gibbs CT                                                | Gibbs CT                                                |
| Abzweig geradeaus und ehemals nach links |                                      | nach Fitchville                                         | nach Fitchville                                         |
| ehemaliger Haltepunkt / Haltestelle | 32                                   | Franklin CT                                             | Franklin CT                                             |
| ehemaliger Haltepunkt / Haltestelle | 37                                   | Lebanon CT                                              | Lebanon CT                                              |
| ehemaliger Bahnhof | 42                                   | South Windham CT                                        | South Windham CT                                        |
| Abzweig geradeaus und von rechts |                                      | von Providence                                          | von Providence                                          |
| Brücke über Wasserlauf |                                      | Willimantic River                                       | Willimantic River                                       |
| Abzweig geradeaus und ehemals von rechts |                                      | von Dedham                                              | von Dedham                                              |
| Dienststation / Betriebs- oder Güterbahnhof | 48½                                  | Willimantic CT                                          | Willimantic CT                                          |
| Abzweig geradeaus und ehemals nach links |                                      | nach Waterbury und New Haven                            | nach Waterbury und New Haven                            |
| Brücke über Wasserlauf |                                      | Willimantic River (3×)                                  | Willimantic River (3×)                                  |
| ehemaliger Bahnhof | 56½                                  | South Coventry CT                                       | South Coventry CT                                       |
| Brücke über Wasserlauf |                                      | Willimantic River                                       | Willimantic River                                       |
| ehemaliger Haltepunkt / Haltestelle | 58                                   | Eagleville CT                                           | Eagleville CT                                           |
| ehemaliger Bahnhof | 61                                   | Mansfield CT (Mansfield Discovery Depot)                | Mansfield CT (Mansfield Discovery Depot)                |
| ehemaliger Haltepunkt / Haltestelle | 64½                                  | Merrow CT                                               | Merrow CT                                               |
| Brücke über Wasserlauf |                                      | Willimantic River (2×)                                  | Willimantic River (2×)                                  |
| ehemaliger Bahnhof | 67½                                  | South Willington CT                                     | South Willington CT                                     |
| ehemaliger Bahnhof | 71                                   | West Willington CT (früher Tolland&Willington, Tolland) | West Willington CT (früher Tolland&Willington, Tolland) |
| Strecke mit Straßenbrücke |                                      | Interstate 84                                           | Interstate 84                                           |
| Brücke über Wasserlauf |                                      | Willimantic River (2×)                                  | Willimantic River (2×)                                  |
| Brücke über Wasserlauf |                                      | Furnace Brook                                           | Furnace Brook                                           |
| Dienststation / Betriebs- oder Güterbahnhof | 80½                                  | Stafford CT                                             | Stafford CT                                             |
| Brücke über Wasserlauf |                                      | Middle River (2×)                                       | Middle River (2×)                                       |
| ehemaliger Haltepunkt / Haltestelle | 83½                                  | Orcutts CT                                              | Orcutts CT                                              |
| ehemaliger Haltepunkt / Haltestelle | 87                                   | Ellithorpe CT                                           | Ellithorpe CT                                           |
| Grenze |                                      | Connecticut/Massachusetts                               | Connecticut/Massachusetts                               |
| ehemaliger Bahnhof | 90                                   | State Line MA                                           | State Line MA                                           |
| Dienststation / Betriebs- oder Güterbahnhof | 96½                                  | South Monson MA                                         | South Monson MA                                         |
| ehemaliger Bahnhof | 98                                   | Monson MA                                               | Monson MA                                               |
| Brücke über Wasserlauf |                                      | Chicopee Brook                                          | Chicopee Brook                                          |
| ehemaliger Haltepunkt / Haltestelle | 99½                                  | North Monson MA                                         | North Monson MA                                         |
| Brücke über Wasserlauf |                                      | Chicopee Brook                                          | Chicopee Brook                                          |
| Brücke über Wasserlauf |                                      | Quaboag River                                           | Quaboag River                                           |
| Dienststation / Betriebs- oder Güterbahnhof | 104½                                 | Palmer MA (Keilbahnhof)                                 | Palmer MA (Keilbahnhof)                                 |
| Abzweig quer und nach halblinks · Kreuzung · Strecke quer |                                      | Strecke Worcester–Albany                                | Strecke Worcester–Albany                                |
| Abzweig geradeaus und von halbrechts |                                      | Verbindungskurve von Worcester                          | Verbindungskurve von Worcester                          |
| Abzweig geradeaus und nach rechts |                                      | nach Winchendon                                         | nach Winchendon                                         |
| Brücke über Wasserlauf |                                      | Quaboag River                                           | Quaboag River                                           |
| Kreuzung geradeaus unten (Querstrecke außer Betrieb) |                                      | Hampden Railroad                                        | Hampden Railroad                                        |
| ehemaliger Bahnhof | 109½                                 | Three Rivers MA (früher Three Bridges)                  | Three Rivers MA (früher Three Bridges)                  |
| Brücke über Wasserlauf |                                      | Quaboag River                                           | Quaboag River                                           |
| Dienststation / Betriebs- oder Güterbahnhof | 111                                  | Barretts MA                                             | Barretts MA                                             |
| Abzweig geradeaus und nach rechts |                                      | Anschlussgleis Bondsville Industrial Park               | Anschlussgleis Bondsville Industrial Park               |
| Abzweig geradeaus und ehemals von links |                                      | von Athol Junction                                      | von Athol Junction                                      |
| ehemaliger Bahnhof |                                      | Barretts Junction MA                                    | Barretts Junction MA                                    |
| Abzweig geradeaus und ehemals nach rechts |                                      | nach Athol                                              | nach Athol                                              |
| Abzweig geradeaus und ehemals von rechts |                                      | von North Cambridge                                     | von North Cambridge                                     |
| Dienststation / Betriebs- oder Güterbahnhof | 120½                                 | Belchertown MA                                          | Belchertown MA                                          |
| Abzweig geradeaus und ehemals nach links |                                      | nach Northampton                                        | nach Northampton                                        |
| ehemaliger Haltepunkt / Haltestelle | 128½                                 | Dwight MA (früher Dwights)                              | Dwight MA (früher Dwights)                              |
| ehemaliger Bahnhof | 132                                  | Norwottuck MA (früher South Amherst)                    | Norwottuck MA (früher South Amherst)                    |
| Dienststation / Betriebs- oder Güterbahnhof | 137                                  | Amherst MA                                              | Amherst MA                                              |
| ehemaliger Haltepunkt / Haltestelle | 141½                                 | Cushman MA (früher North Amherst)                       | Cushman MA (früher North Amherst)                       |
| ehemaliger Bahnhof | 145                                  | Leverett MA                                             | Leverett MA                                             |
| ehemaliger Haltepunkt / Haltestelle | 149½                                 | Mount Tobi MA                                           | Mount Tobi MA                                           |
| ehemaliger Bahnhof | 154½                                 | Montague MA (früher South Montague)                     | Montague MA (früher South Montague)                     |
| Strecke von links · Kreuzung geradeaus oben |                                      | von Greenfield                                          | von Greenfield                                          |
| Abzweig geradeaus und ehemals nach links · Abzweig geradeaus und ehemals von rechts |                                      | Verbindungsgleis                                        | Verbindungsgleis                                        |
| Dienststation / Betriebs- oder Güterbahnhof · Dienststation / Betriebs- oder Güterbahnhof | 161                                  | Millers Falls MA (früher Grouts Corner)                 | Millers Falls MA (früher Grouts Corner)                 |
| Abzweig geradeaus und von links · Abzweig geradeaus und von rechts |                                      | Verbindungsgleis                                        | Verbindungsgleis                                        |
| Strecke nach rechts · Strecke |                                      | nach Fitchburg                                          | nach Fitchburg                                          |
| Brücke über Wasserlauf |                                      | Millers River                                           | Millers River                                           |
| ehemaliger Haltepunkt / Haltestelle | 166                                  | Northfield Farms MA                                     | Northfield Farms MA                                     |
| ehemaliger Bahnhof | 170½                                 | Gill MA                                                 | Gill MA                                                 |
| ehemaliger Bahnhof | 175½                                 | Northfield MA                                           | Northfield MA                                           |
| Brücke über Wasserlauf |                                      | Connecticut River                                       | Connecticut River                                       |
| Abzweig geradeaus und von links |                                      | von Springfield                                         | von Springfield                                         |
| Dienststation / Betriebs- oder Güterbahnhof | 178½                                 | East Northfield MA                                      | East Northfield MA                                      |
| Abzweig geradeaus und ehemals nach rechts |                                      | nach Keene                                              | nach Keene                                              |
| Grenze |                                      | Massachusetts/Vermont                                   | Massachusetts/Vermont                                   |
| ehemaliger Bahnhof | 179½                                 | South Vernon VT                                         | South Vernon VT                                         |
| ehemaliger Haltepunkt / Haltestelle | 183½                                 | Central Park VT                                         | Central Park VT                                         |
| ehemaliger Bahnhof | 186½                                 | Vernon VT                                               | Vernon VT                                               |
| Bahnhof | 194½                                 | Brattleboro VT (Amtrak-Halt, Keilbahnhof)               | Brattleboro VT (Amtrak-Halt, Keilbahnhof)               |
| Abzweig geradeaus und ehemals von rechts |                                      | von Dole Junction                                       | von Dole Junction                                       |
| Strecke |                                      | nach Windsor und South Londonderry                      | nach Windsor und South Londonderry                      |

Die Bahnstrecke New London–Brattleboro ist eine Eisenbahnverbindung in Connecticut, Massachusetts und Vermont (Vereinigte Staaten). Sie ist etwa 195 Kilometer lang und verbindet die Städte New London, Palmer und Brattleboro. Die Bahn gehört der New England Central Railroad, die den Güterverkehr auf der Strecke betreibt. Amtrak benutzte sie bis 29. Dezember 2014 zwischen Palmer und Brattleboro für ihren Expresszug Vermonter, seitdem nur noch zwischen East Northfield und Brattleboro.

## Geschichte
Im Mai 1847 wurde die New London, Willimantic and Springfield Railroad gegründet, um eine Eisenbahnstrecke zwischen ihren namensgebenden Orten New London, Willimantic und Springfield zu bauen. Schon ein Jahr später wurde der nördliche Endpunkt der projektierten Strecke von Springfield nach Palmer verlegt und der Name der Gesellschaft entsprechend geändert. Im Juli 1848 begannen die Bauarbeiten von New London aus. Der erste Abschnitt von Norwich nach Willimantic ging im September 1849 in Betrieb. Im Oktober des gleichen Jahres wurde auch der Abschnitt von New London nach Norwich eröffnet. Im März 1850 verkehrten die ersten Züge nach Stafford und im September war Palmer erreicht.
1851 wurde die Amherst and Belchertown Railroad gegründet, die die Verlängerung der Strecke nach Amherst herstellen sollte. Die Strecke wurde am 9. Mai 1853 eröffnet und gleichzeitig durch die New London, Willimantic and Palmer Railroad gepachtet, die den Betrieb führte. Die Amherst&Belchertown ging 1857 in Konkurs und wurde 1858 als Amherst, Belchertown and Palmer Railroad neu aufgestellt. Auch die NLW&P hatte finanzielle Probleme und musste 1859 Konkurs anmelden. Im April 1861 übernahm die neue New London Northern Railroad die NLW&P und 1864 auch die AB&P. Sie verlängerte 1867 die Strecke bis Millers Falls.

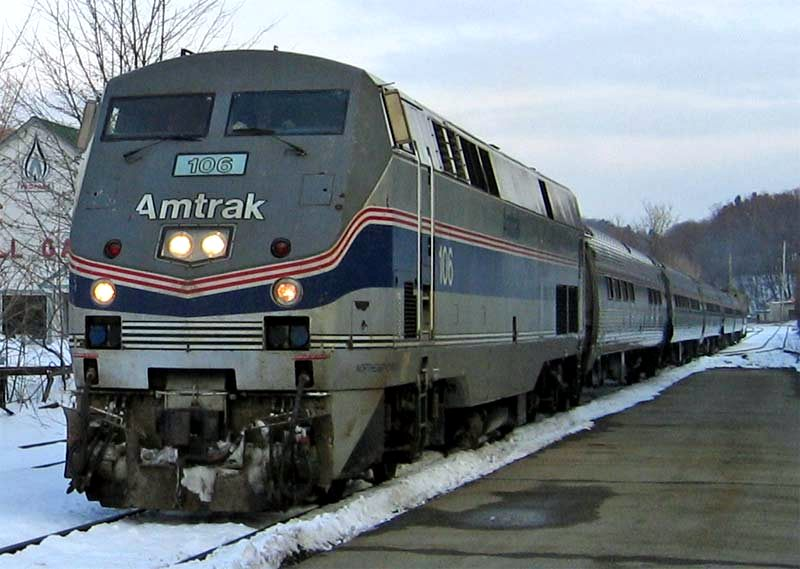
Vermonter in Brattleboro, 2004

Zwischen Millers Falls und Brattleboro war bereits am 15. April 1849 eine Eisenbahnstrecke durch die Vermont and Massachusetts Railroad eröffnet worden. 1871 pachtete die Vermont Central Railroad sowohl diesen Streckenabschnitt als auch die New London Northern und betrieb nun die gesamte Strecke. 1873 ging der Pachtvertrag auf den VC-Nachfolger Central Vermont Railroad über, die sie bis 1995 betrieb. Am 1. Mai 1880 kaufte die Central Vermont den Abschnitt von Millers Falls bis Brattleboro von der Fitchburg Railroad, die 1874 die Vermont&Massachusetts übernommen hatte.
Am 27. September 1947 wurde der Personenverkehr auf der Strecke eingestellt. Noch bis 1957 befuhr die CV die Strecke mit Dampflokomotiven, ehe auch hier die Umstellung auf Dieselloks erfolgte. Ab dem 9. Juli 1989 befuhr der staatliche Expresszugbetreiber Amtrak die Strecke auf ganzer Länge. Der Montrealer (Washington–Montreal) hielt in Willimantic und Amherst. Am 1. April 1995 wurde aus dem Montrealer der Vermonter (Washington–St. Albans) und die Streckenführung wurde geändert. Der Zug fährt nun über Springfield und befährt die Bahnstrecke nur zwischen Palmer und Brattleboro. In Palmer wechselt der Zug die Richtung und wird daher mit je einer Lokomotive an beiden Enden bestückt, da keine direkte Verbindungskurve besteht. Ein Fahrgasthalt wird in Palmer jedoch nicht angeboten. Die Züge hielten in Amherst und Brattleboro. Den Güterverkehr betreibt seit Januar 1995 die New England Central Railroad, eine Tochtergesellschaft von Genesee and Wyoming. Zwischen East Northfield und Brattleboro bestehen Mitbenutzungsrechte durch die Pan Am Southern.
2014 gab Amtrak bekannt, dass die Fahrtroute des Vermonter geändert wird und er ab dem 29. Dezember des Jahres über Northampton statt über Amherst fahren wird. Damit entfällt das Kopfmachen in Palmer und der Zug kommt mit einer Lokomotive aus. Außerdem entstehen in Northampton und Greenfield neue Amtrak-Halte, während der Halt in Amherst wegfällt. Amtrak benutzt die Bahnstrecke daher nun nur noch zwischen East Northfield und Brattleboro.

## Streckenbeschreibung
Die Strecke fädelt am Bahnhof New London aus der Hauptstrecke New York–Boston aus und unterquert diese kurz darauf. Unter der Gold Star Memorial Bridge, die die Interstate 95 trägt, hindurch erreicht die Strecke kurz darauf den Güterbahnhof East New London. Die Bahn führt nordwärts zunächst am westlichen Ufer des Thames River entlang, dessen Buchten sie teilweise auf Dämmen und Brücken überquert. Nach 24 Kilometern ist die Stadt Norwich erreicht, wo die Trasse in das Tal des Yantic River abbiegt, dem sie bis Yantic Falls folgt. Von hier geht es weiter nordwärts durch ein Waldstück, bis die Bahn bei South Windham den Willimantic River erreicht. Die Stadt Willimantic war früher ein bedeutender Eisenbahnknoten. Strecken nach Providence, Blackstone, Waterbury und New Haven, die einst alle der New York, New Haven and Hartford Railroad gehörten, zweigten hier ab, sind jedoch mit Ausnahme der Strecke aus Providence alle stillgelegt. Die Strecke New London–Brattleboro ist die einzige bedeutende Strecke in Connecticut, die nie zu dieser Bahngesellschaft gehört hatte.
Nach Willimantic führt die Trasse im Tal des Willimantic River weiter nordwärts bis Stafford Springs. Kurz darauf überquert sie die Grenze nach Massachusetts, wo nach wenigen Kilometern mit Palmer der nächste größere Bahnknoten erreicht wird. In Palmer kreuzt die Hauptstrecke der ehemaligen Boston and Albany Railroad niveaugleich. Die vom Architekten Henry H. Richardson entworfene Palmer Union Station war einst ein bedeutender Personenbahnhof, der mittlerweile ein Restaurant beherbergt.

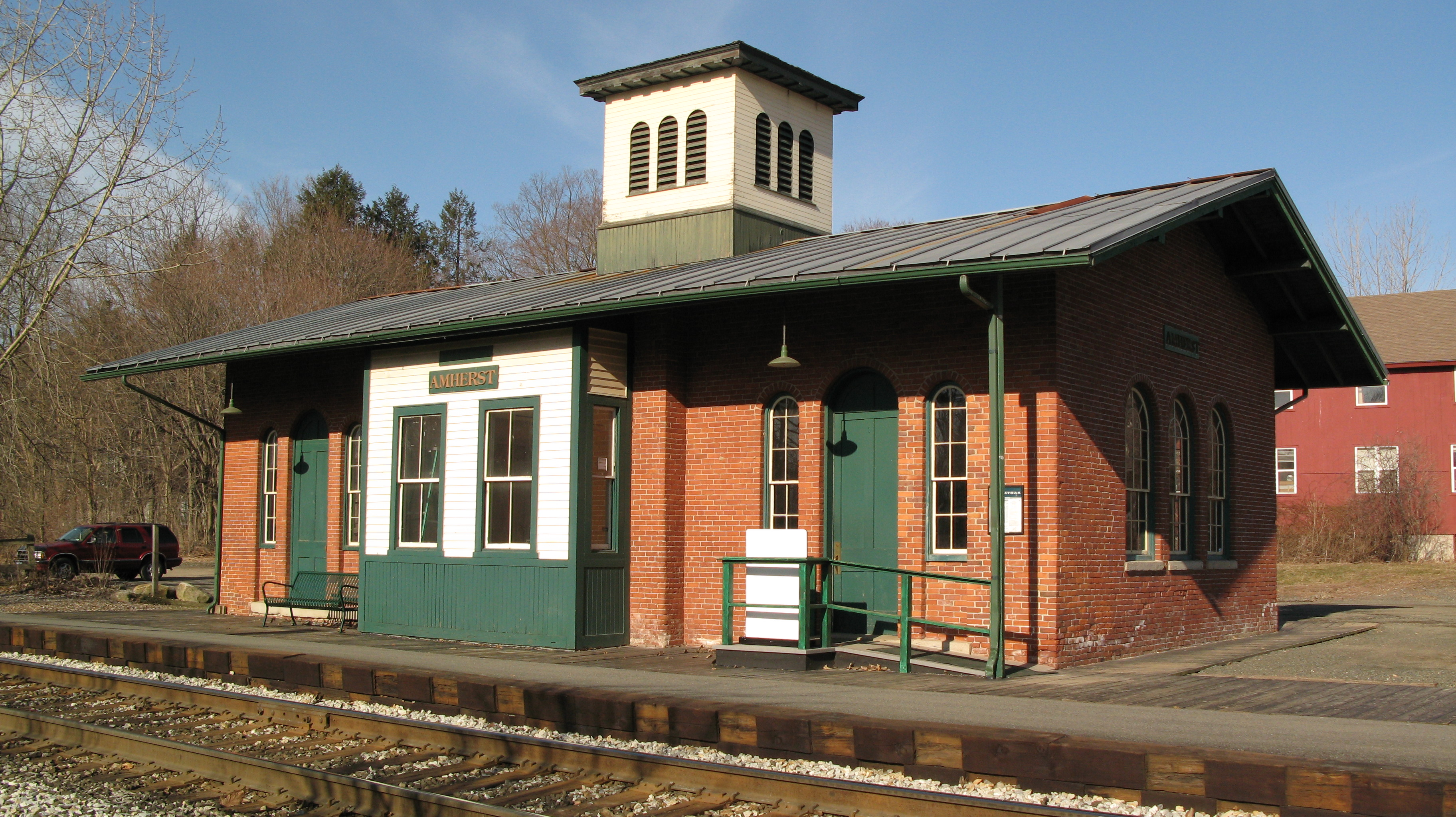
Bahnhof Amherst, 2008

Nördlich von Palmer kreuzen mehrere größtenteils stillgelegte weitere Bahnstrecken, und zwar die Hampden Railroad, deren Trasse die Strecke über eine Brücke querte, der Athol Branch der Boston&Albany und weiter nördlich in Belchertown die Hauptstrecke der Central Massachusetts Railroad. Letztere verläuft über mehrere Kilometer bis kurz vor Amherst parallel. Von diesen drei Strecken ist lediglich ein kurzes Stück des Athol Branch als Industrieanschluss noch in Betrieb. In Amherst, das 33 Streckenkilometer nördlich von Palmer liegt, befindet sich ein Haltepunkt des Vermonter.
Die Strecke verläuft weiter nordwärts und erreicht nach 24 Kilometern Millers Falls. Hier kreuzt die Hauptstrecke Boston–Troy die heute der Pan Am Southern gehört. Verbindungsgleise lassen einen rangierfreien Verkehr von Boston nach New London und von Troy nach Brattleboro zu. Das Verbindungsgleis aus Richtung Boston nach Brattleboro ist noch vorhanden, aber nicht mehr in Betrieb. Die Strecke überquert nun den Millers River, um kurz darauf den Connecticut River zu erreichen. Diesen überquert sie bei Northfield ebenfalls, um an seinem westlichen Ufer bis nach Brattleboro zu verlaufen. Vorher, nahe der Staatengrenze zwischen Massachusetts und Vermont, befindet sich der Knotenbahnhof East Northfield, wo die Nord-Süd-Hauptstrecke der Pan Am Southern einmündet und wo früher die Strecke nach Keene abzweigte. Der Bahnhof Brattleboro selbst war einst ein Keilbahnhof, der östliche Bahnhofsteil, der zur Bahnstrecke Dole Junction–Brattleboro gehört, wird jedoch nur noch als Abstellanlage benutzt.